# Układ Sziklaiego

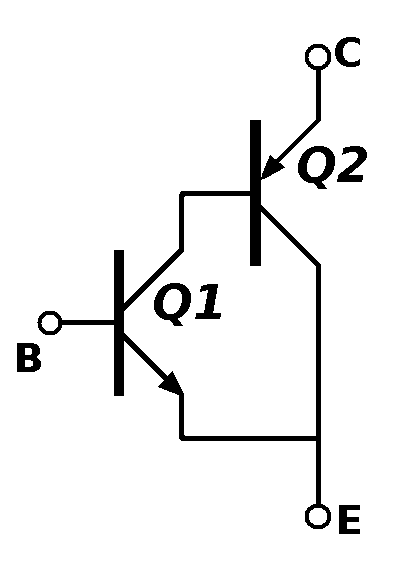

Układ Sziklaiego – układ wzmacniacza oparty na tranzystorach bipolarnych o dużym wzmocnieniu, rodzaj układu Darlingtona, w którym zastosowane są tranzystory o przeciwstawnej (komplementarnej) polaryzacji, tzn. np. pierwszy z nich (na rysunku oznaczony Q1) jest n-p-n, a drugi p-n-p. Emiter pierwszego tranzystora połączony jest z kolektorem drugiego, natomiast kolektor pierwszego tranzystora steruje wprost bazą drugiego. Całość w układzie jak na rysunku obok zachowuje się jak pojedynczy tranzystor n-p-n o dużym wzmocnieniu. Wynikowy tranzystor Sziklaiego swój kolektor ma tam, gdzie jest emiter tranzystora Q2.
Układ Sziklaiego eliminuje jedną z wad układu Darlingtona, polegającą na potrzebie stosowania podwyższonego (de facto podwojonego) napięcia polaryzującego pierwszy stopień wzmacniacza.
Opatentowany w 1956, nazwę swą układ zapożyczył od nazwiska jego wynalazcy, amerykańskiego elektronika pochodzenia węgierskiego, George'a Sziklaiego (1909–1998).
Układ występuje w konfiguracji zarówno n-p-n/p-n-p, jak i p-n-p/n-p-n.

## Patenty
- US patent 2,762,870 Push-pull complementary type transistor amplifier. G.C.Sziklai, 11 września 1956
- US patent 2,791,644 Push-pull amplifier with complementary type transistors. G.C.Sziklai, 7 maja 1957